# ابن شاهد
محمد بن شاهد الجزایری شهرت‌یافته به ابن شاهد (؟ -۱۷۹۲) شاعر و فقیه مالکی الجزایری در سدهٔ هجدهم میلادی/دوازدهم قمری بود. زادگاه و موطنش الجزیره و خاستگاهش اندلسی بود در سال ۱۷۷۸م/۱۱۹۲ق، اجازهٔ فتوا در مذهب مالکی را دریافت. اشعاری به‌ویژه در بدیعیات می‌سرود.